# Comté de Sogn og Fjordane
Le comté de Sogn og Fjordane (Sogn og Fjordane fylke en norvégien) était jusqu'en 2020 un comté norvégien situé à l’ouest du pays. Il était voisin des comtés de Møre og Romsdal, Oppland, Buskerud et Hordaland. Son centre administratif se situait à Leikanger. Il a fusionné avec le comté de Hordaland le 1er janvier 2020 pour devenir le comté de Vestland.

## Informations générales
Le comté était traditionnellement divisé en trois « pays » : le Sogn, le Sunnfjord et le Nordfjord. Le Sogn entoure le Sognefjord, un fjord d’une longueur de 204 kilomètres. 
Sogn og Fjordane était essentiellement rural, et sa population était faible et dispersée. Il abritait le plus grand glacier d'Europe, Jostedalsbreen, long de 80 kilomètres et culminant à environ 1 957 mètres d'altitude, ainsi que le lac le plus profond du pays, Hornindalsvatnet, 514 mètres de profondeur. Dans les monts du Jotunheim, on trouve par ailleurs la quatrième plus haute chute d'eau du pays, Vettisfossen, qui affiche un dénivelé de 275 mètres et le Hornelen, plus haute falaise d'Europe. Profitant de cette manne touristique, des bateaux de croisière voguent tout l’été à travers les fjords du comté, principalement le Sognefjord et le Nordfjord. Dans la soirée du 6 octobre 1929, le Haakon VII faisant route vers le sud, de Bergen à Florø, avec 74 passagers et membres d'équipage, fait naufrage sur la côte de Sogn og Fjordane. 
Bien que l'aire de Sogn og Fjordane disposait de quelques industries, notamment dans les secteurs de l’hydroélectricité et de l’aluminium, le comté était avant tout agricole.
Le comté abritait le plus long tunnel routier au monde (en mars 2011), le tunnel de Lærdal, d'une longueur de 24,5 km.
Le comté présentait la particularité d'être le seul dont l'intégralité des communes avaient choisi le nynorsk, une des deux variantes du norvégien, comme langue administrative et d'enseignement.

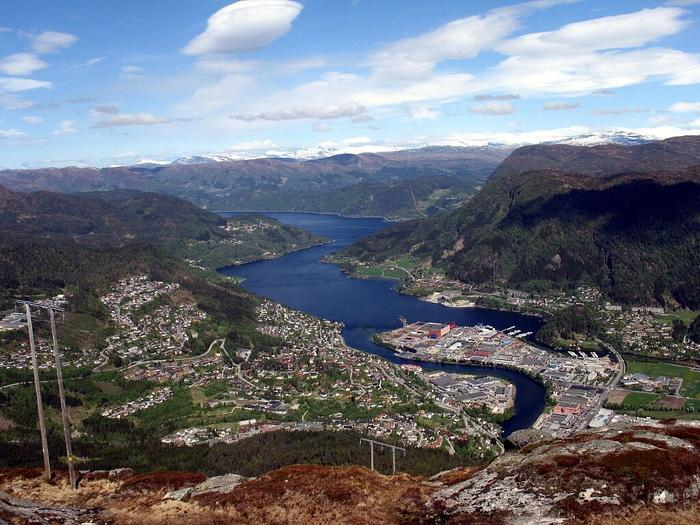
Førde et son fjord
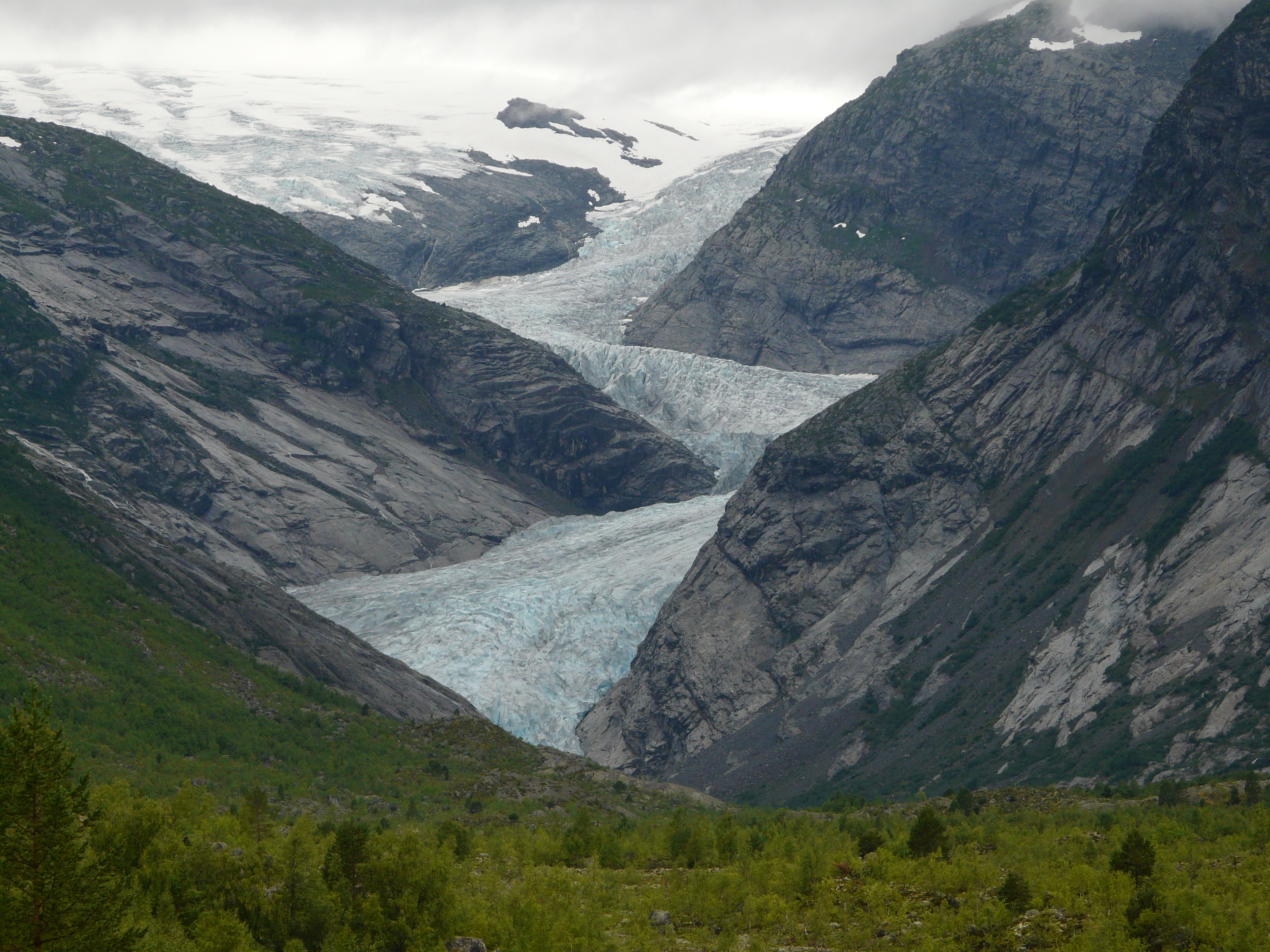
Le Jostedalsbreen
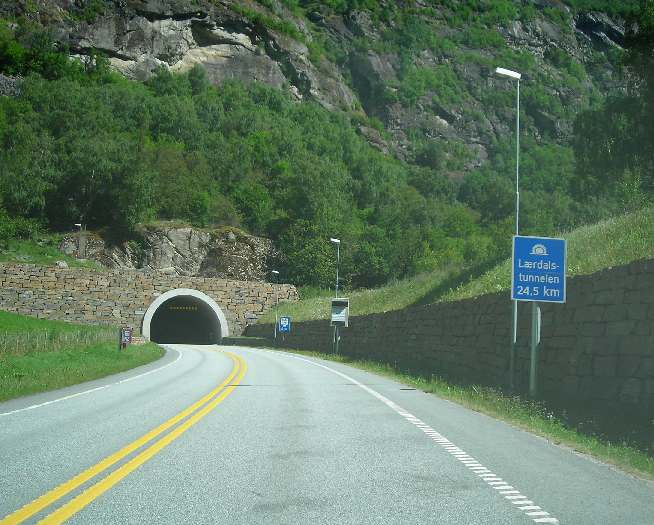
Entrée sud du tunnel de Lærdal
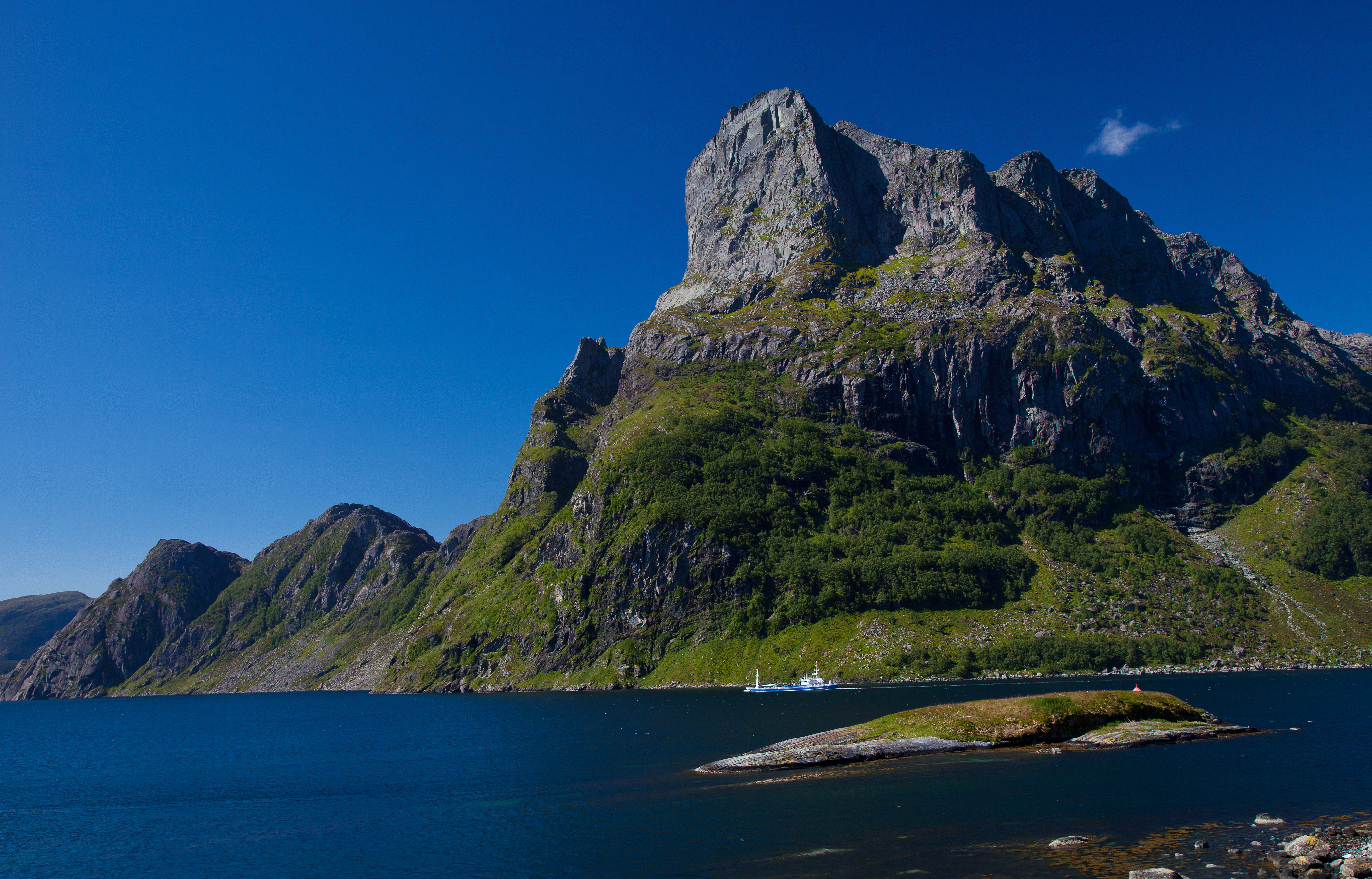
Le Hornelen
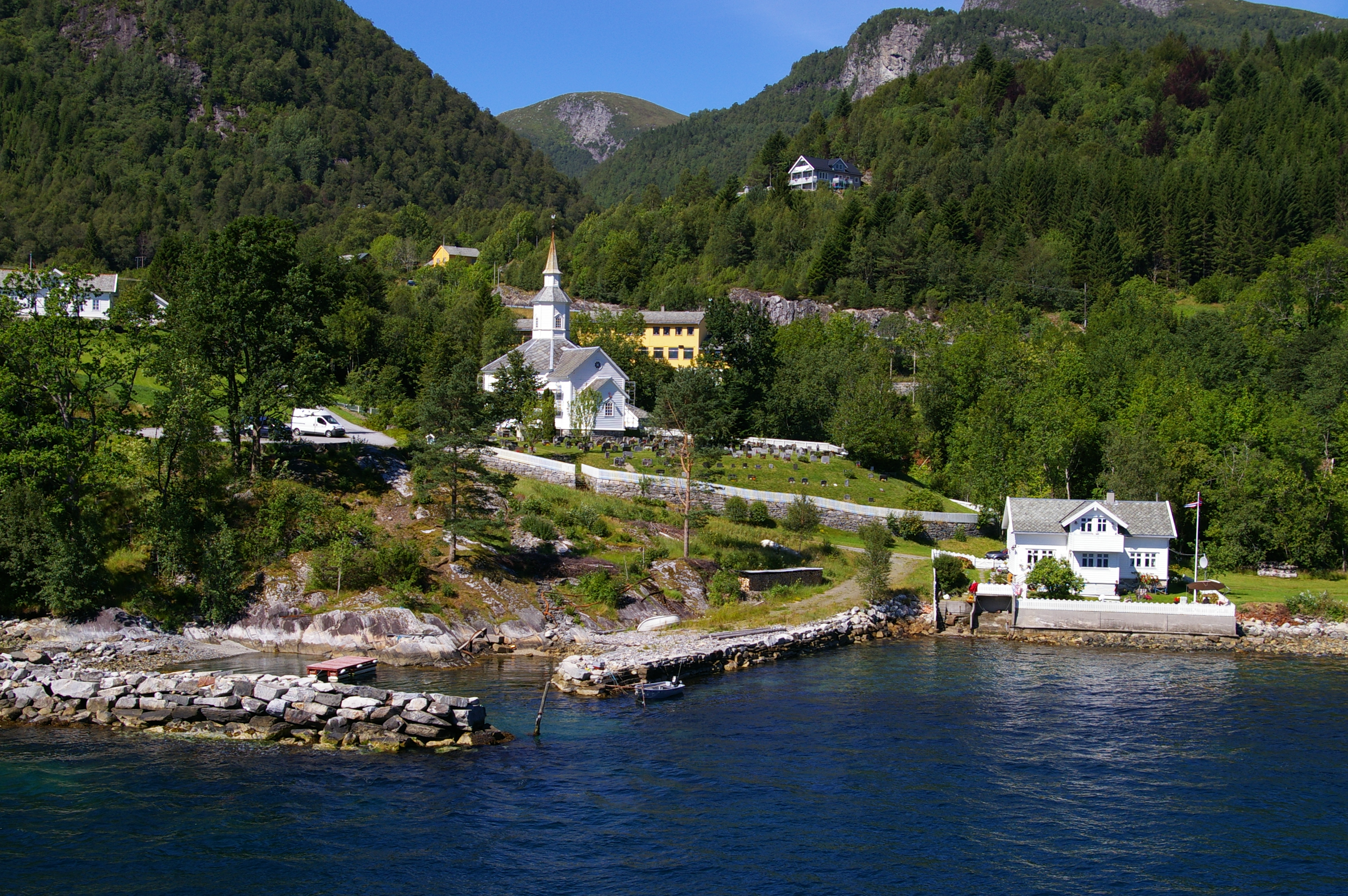
Lavik, dans la commune de Høyanger

## Sites archéologiques
Plusieurs sites datant de la fin de l'âge du fer et du début de l'âge des Vikings ont été fouillés. Chacun d'entre eux présentent une série de maisons longues autour d'une cour qui servait de lieu de gouvernance locale ou d'assemblée (thing). Ces sites pourraient être constitutifs des petits royaumes de Norvège. Ils reflètent une hiérarchie sociale égalitaire qui suggère une indépendance vis-à-vis des pouvoirs émergents durant cette période. Selon le mythe fondateur de l'Islande, le  Landnámabók, c'est depuis ces territoires que serait parti Ingólfr Arnarson. La datation au carbone 14 indique par ailleurs que plusieurs des sites identifiés sont abandonnés vers 880, coïncidant avec la période de colonisation de l'Islande.

## Communes
Le comté de Sogn og Fjordane était subdivisé en 26 communes (Kommuner) au niveau local.
- Årdal
- Askvoll
- Aurland
- Balestrand
- Bremanger
- Eid
- Fjaler
- Flora
- Førde
- Gaular
- Gloppen
- Gulen
- Hornindal
- Hyllestad
- Høyanger
- Jølster
- Leikanger
- Luster
- Lærdal
- Naustdal
- Selje
- Sogndal
- Solund
- Stryn
- Vik i Sogn
- Vågsøy